# Myrmecophilus hirticaudus
Myrmecophilus hirticaudus är en insektsart som beskrevs av Fischer von Waldheim 1846. Myrmecophilus hirticaudus ingår i släktet Myrmecophilus och familjen Myrmecophilidae. Inga underarter finns listade i Catalogue of Life.